# Várhelyi György
Várhelyi György (Szeged, 1942. április 15.–) szobrász, éremművész.

## Életrajza
A budapesti Képzőművészeti Gimnáziumban tanult, majd az Eötvös Loránd Tudományegyetemen pszichológiai szakon végzett. 1974-78 között elvégezte a Magyar Képzőművészeti Főiskola rendkívüli szakképző kurzusát, ahol mestere Asszonyi Tamás volt. A szarvasi TK-n tanított, majd az 1980-as évektől részt vett a nemzetközi szimpóziumokon (Burgasz, Barcelona). 1980-ban Nagyatádon, a Faszobrász Alkotótelepen, majd 1985-ben és 1997-ben a Nyíregyháza-Sóstói éremművészeti telepen dolgozott. Tagja a Pszichológus kamarának. Művei elsősorban érmek és kisplasztikák. Számos díj érmet tervezett (pl. Erzsébet-díj, olimpikonok díjai).
2012-ben megkapta a Magyar Érdemrend lovagkeresztje kitüntetést.

## Egyéni kiállítások
- 1983 • Nem mese ez gyermek, Helikon Galéria, Budapest
- 2023 • - Ars Sacra Fesztivál keretében kiállítás, Mária Magdolna Torony, Budapest

## Válogatott csoportos kiállítások
- 1969, 1985, 1987 • II., IX., X. Kisplasztikai Biennálé, Pécs
- 1979-85, 1993, 1999 • II-V., IX., XII. Országos Éremművészeti Biennálé, Lábasház, Sopron
- 1982 • Országos Képzőművészeti kiállítás, Műcsarnok, Budapest
- 1985, 1997 • Telepzáró kiállítás, Nyíregyháza-Sóstó
- 1994 • FIDEM, Magyar Nemzeti Galéria, Budapest • Dante Biennálé, Ravenna
- 1997 • Pataky Galéria, Szolnok.

## Művek közgyűjteményekben
- Városi Galéria, Nyíregyháza.

## Köztéri művei
- Budai Nagy Antal (fa plasztika, 1980, Nagyatád, Budai Nagy Antal laktanya)
- Sorsforgó (fa, 1980, Nagyatád, Szoborpark)
- Nap és felhők (fa plasztika, 1994, Zalakaros, Szoborpark)
- Leányfalu, Szarvas